# Bagman
Bagman è un videogioco arcade pubblicato nel 1982 dalla francese Valadon Automation, anche con il titolo Le bagnard ("il detenuto"), e negli USA da Stern Electronics su licenza. Ha per protagonista un galeotto evaso intento a rubare sacchi d'oro da una miniera (bagman in inglese è un soprannome di chi trasporta soldi per la malavita).
Il titolo ebbe un seguito arcade nel 1984, Super Bagman, che mantiene le caratteristiche di base del predecessore.

## Modalità di gioco
Il giocatore controlla il galeotto, con il classico vestito a righe, con l'obiettivo di raccogliere i sacchi d'oro sparsi per la miniera e trasportarli uno alla volta in superficie, dove li deposita in una carriola. La miniera è vista in sezione di profilo ed è composta da tre schermate, tra loro connesse orizzontalmente. Ogni schermata è un intrico di cunicoli orizzontali, verticali o leggermente inclinati, collegati da scale verticali e ascensori. Alcuni cunicoli orizzontali sono percorsi da carrelli su rotaia in perenne movimento.
Si perde una vita se si viene catturati da una delle due guardie che si aggirano per la miniera, si viene investiti dai carrelli, o si cade nei cunicoli verticali vuoti. Quando sta trasportando un sacco, il galeotto è rallentato e più facilmente raggiungibile dai nemici, ma è possibile abbandonare e poi riprendere i sacchi a volontà. C'è anche un limite di tempo, ma riparte da capo ogni volta che si porta un sacco alla carriola. Il galeotto può anche spostare orizzontalmente la carriola. Nella miniera si possono raccogliere dei picconi, ciascuno con una durata limitata, che mettono in fuga e possono stordire le guardie e permettono di scavare attraverso alcuni punti ostruiti. Un altro modo per eliminare temporaneamente le guardie è fargli cadere in testa un sacco dalle scale. Sono inoltre presenti alcune sbarre sul soffitto alle quali il galeotto si può appendere, per evitare il carrello e, volendo, per saltare sopra il carrello stesso e usarlo come rapido mezzo di trasporto.
Oltre al joystick per il movimento nelle quattro direzioni, si dispone di un solo pulsante per compiere tutte le azioni sopra descritte. Il cabinato è caratterizzato anche da un fumetto introduttivo stampato sulle pareti.

## Musica
La colonna sonora è basata sulla canzone popolare Turkey in the Straw.

## Cloni
Non ci furono conversioni ufficiali di Bagman per il mercato domestico, ma uscirono delle imitazioni per home computer, senza sostanziali differenze dall'originale.
Nel 1983 Aardvark Software pubblicò Bagitman per Commodore 64 e TRS-80 CoCo, a sua volta convertito non ufficialmente per Amiga nel 1992.
Nel 1984 Ocean Software pubblicò Gilligan's Gold per Amstrad CPC, Commodore 64 e ZX Spectrum. Questa è la conversione che venne più notata dalla stampa, ricevendo diverse recensioni come titolo autonomo. Il galeotto qui è sostituito dal cercatore d'oro Gilligan e gli avversari sono banditi.
Goldmine di Continental Software del 1984 fu uno dei pochi giochi pubblicati per Memotech MTX.
Esiste una versione homebrew di Bagman per ColecoVision.

## Super Bagman
Super Bagman venne realizzato sempre da Valadon Automation nel 1984, con pubblicazione statunitense in licenza a Stern Electronics. L'hardware è lo stesso di Bagman e il funzionamento del gioco è praticamente lo stesso, ma con una miniera differente e l'aggiunta di alcune variazioni.
Sono presenti scivoli e gradoni percorribili solo in discesa e un nastro trasportatore percorribile solo in salita. Si possono raccogliere bombe con miccia e una pistola con sei colpi che forniscono altri modi per liberarsi temporaneamente delle guardie. Un ascensore più grande permette di portare in profondità anche la carriola. C'è infine una cella sotterranea con un compagno galeotto da salvare al termine del livello.